# Gmina Nowe Ostrowy
Die Gmina wiejska Nowe Ostrowy ist eine Landgemeinde im Powiat Kutnowski der Woiwodschaft Łódź, Polen. Der Sitz befindet sich im Dorf Nowe Ostrowy. Die Gmina hat eine Fläche von 71,55 km² und 3398 Einwohner (Stand 31. Dezember 2020).

## Verwaltungsgeschichte
Die Landgemeinde Nowe Ostrowy besteht seit 1973. Von 1975 bis 1998 gehörte die Gemeinde zur Woiwodschaft Płock. Von 1953 bis 1954 bestand die Gmina Ostrowy und bis 1953 die Gmina Błonie. Sitz der beiden Gemeinden war das Dorf Ostrowy.

## Gemeinde
Zur Landgemeinde Nowe Ostrowy gehören 16 Ortsteile mit einem Schulzenamt:
Bzówki
Grochów
Grodno
Imielno
Imielinek
Kołomia
Lipiny
Miksztal
Niechcianów
Ostrowy
Nowe Ostrowy
Perna
Rdutów
Wola Pierowa
Wołodrza
Zieleniec
Weitere Ortschaften der Gemeinde sind:
Błota
Grochówek
Nowe Grodno
Kały-Towarzystwo
Nowa Wieś
Ostrowy-Cukrownia

## Verkehr
Auf dem Gebiet der Gmina befindet sich der Bahnhof Ostrowy an der Bahnstrecke Kutno–Piła. Die Schmalspurbahn Ostrowy–Ozorków ist stillgelegt.